# Tomás José Sanabria
Tomás José Sanabria (Caracas, 20 de março de 1922 - Caracas, 19 de dezembro de 2008) foi um arquiteto venezuelano. Foi um reconhecido como o arquiteto criador das obras mais emblemáticas de Caracas, como o Hotel Humboldt, o Foro Libertador, o edifício do Banco Central de Venezuela, o edifício da Electricidade de Caracas e a sede do INCES na avenida Nova Granada, entre outras.

## Hotel Humboldt
Construído em 1956, o complexo do Hotel Humboldt localizado no monte El Avila transformou a paisagem ligando a costa com o vale de Caracas através de um teleférico. O hotel personifica o fascínio de Sanabria com o clima caraquenho, em particular a paisagem de nuvens que o escondem e revelam. Esse projeto fez parte da exposição "Latin America in Construction" no Museu de Arte Moderna de Nova York.

## Ligação externa
- Página oficial do arquiteto Tomás Sanabria